# Straßenbahn Toyama
Die Straßenbahn Toyama (jap. 富山市電, Toyama-shiden) ist das Straßenbahnnetz in Toyama auf der Insel Honshū in Japan. Die Infrastruktur befindet sich in städtischem Besitz, aber der Betrieb wird seit 1943 durch die Privatgesellschaft Toyama Chihō Tetsudō K.K. (富山地方鉄道), kurz Chitetsu (地鉄), durchgeführt.

## Netz

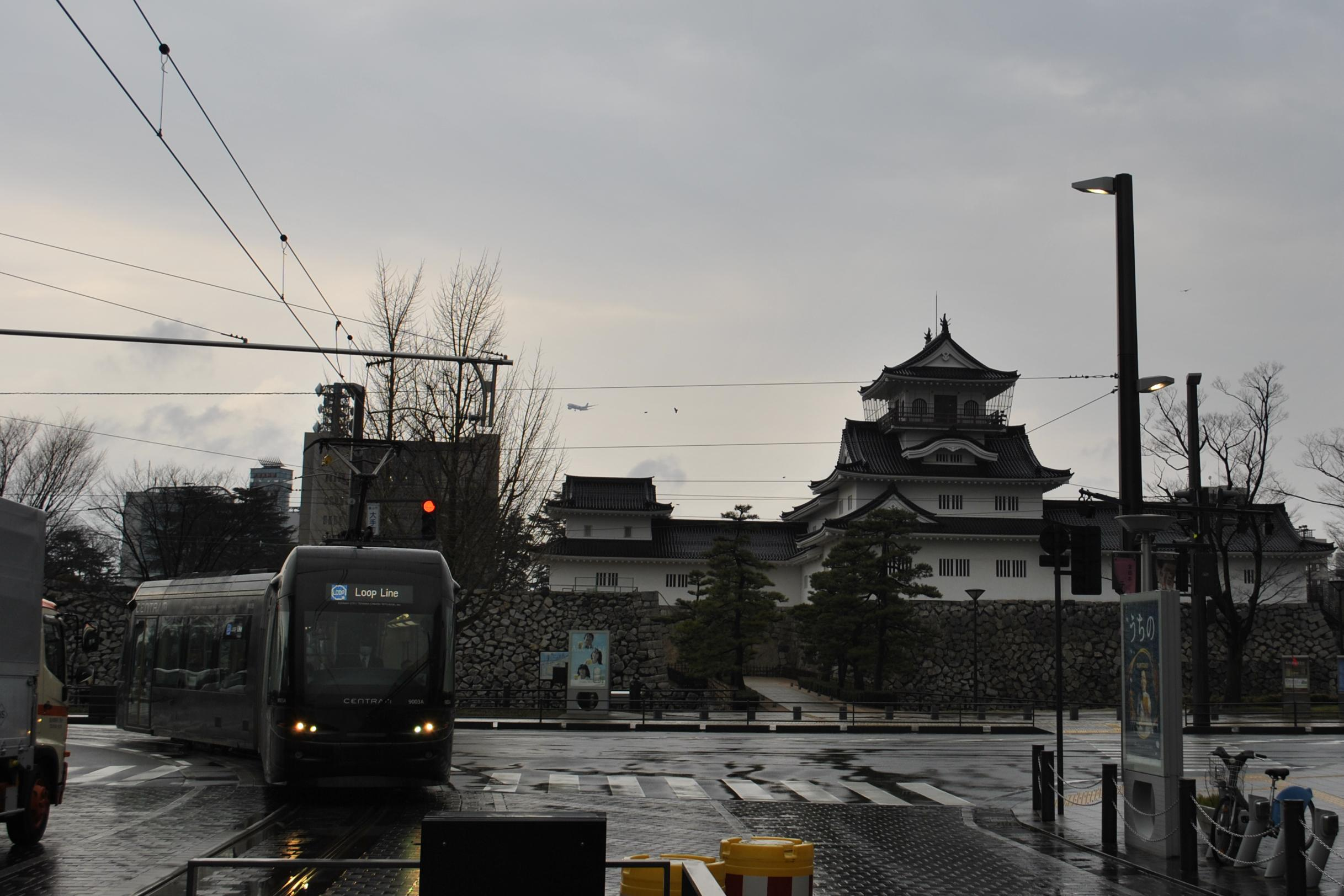
Fahrzeuge der ersten Niederflurgeneration, Typ 9000 „CENTRAM“ (セントラム) bei der restaurierten Burg

Es besteht im Wesentlichen aus zwei vom Hauptbahnhof ausgehenden Ästen; einer führt westlich um die Innenstadt zur im Westen gelegenen Universität (大学前, Daiguku-mae), der andere östlich herum und weiter südwärts bis zum Südbahnhof (南富山駅, Minami-Toyama-eki). Beide sind durch eine eingleisige Strecke in der südlichen Innenstadt verbunden, welche gegen den Uhrzeigersinn von der Linie 3 als Ringlinie bedient wird. Linie 2 bedient die beiden Äste komplett, während Linie 1 nur mit einzelnen Fahrten zwischen Haupt- und Südbahnhof verkehrt. Dort besteht jeweils Übergang zu den Vorortbahnlinien derselben Gesellschaft. Durch eine Straßenunterführung am Hauptbahnhof besteht eine Gleisverbindung zur ebenfalls der Eisenbahngesellschaft Toyama Chihō betriebenen Stadtbahn Toyama Light Rail (jap. 富山ライトレール, Toyama Raito Rēru), die größtenteils eingleisig und straßenunabhängig geführt ist, mit Ausweichgleisen an den Haltestellen. Sie verbindet den mit zum Stadtgebiet von Toyama gehörenden Küstenbadeort Iwasehama 岩瀬浜 (いわせはま) mit dem Stadtzentrum. Dieser Streckenast wird von den Linien 4 bis 6 bedient. Die Linie 4 führt von Iwasehama auf den Ast zum Südbahnhof, die Linie 5 auf den Ast zur Universität und die Linie 6 ist eine Zusammensetzung aus der Stadtbahnstrecke und der Ringlinie 3.
Die Haltestelle unter dem Hauptbahnhof ist zweigleisig mit Bahnsteigen nach der Spanischen Lösung und Haltepositionen sowohl nördlich als auch südlich einer Fußgängerquerung ausgeführt. Im nördlichen Haltestellenteil dienen beide Seitenbahnsteige dem Einstieg in Richtung Iwasehama und der Mittelbahnsteig nur dem Ausstieg. Im südlichen Haltestellenteil dienen die Seitenbahnsteige dem Einstieg zu je einem der beiden Streckenäste. Eine Kante des Mittelbahnsteigs dient dem Einstieg zum Ringende der Linien 3 und 6, die andere Kante nur dem Ausstieg. Aufgrund der begrenzten Infrastruktur bei dichter Fahrtenfolge ergeben sich für von Süden kommende Fahrten regelmäßig minutenlange Wartezeiten vor der Einfahrt in die Haltestelle.

## Geschichte

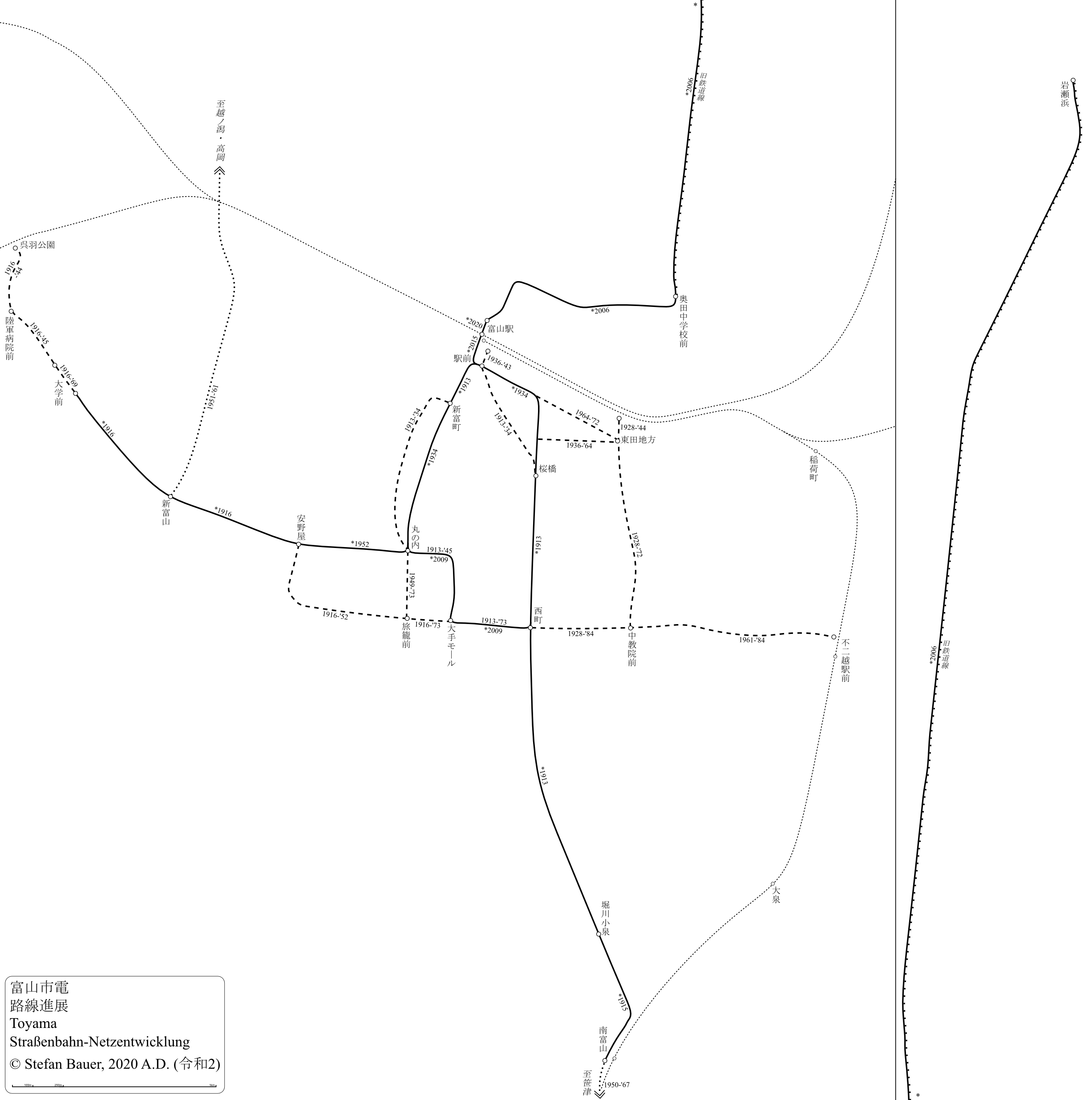
Netzentwicklung (durchgezogen = Bestand, unterbrochen/punktiert = stillgelegt)

Im Eröffnungsjahr 1913 wurden der Innenstadtring und ein Teil des Südastes angelegt. Zwei Jahre später wurde der Südbahnhof erreicht und 1916 erfolgte die Anlage des Westastes, welcher allerdings bis 1952 im Zentrum weiter südlich gelegen war und am westlichen Ende bis 1969 mehrfach eingekürzt wurde. Ausgehend von der zentralen Haltestelle Nishichō (西町) wurde 1928 ein Ostast mit Nordabzweig (verbunden mit dem nördlichen Ringteil ab 1936) angelegt und 1961 erweitert; der nördliche Teil wurde 1972 und der Rest 1984 stillgelegt.
Der Ring erhielt erst im Rahmen von Flussregulierungsarbeiten im Nordbereich in den 1930er-Jahren seine heutige Trassierung, während der Südbereich zuerst nach Kriegszerstörung in veränderter Lage wiederaufgebaut, 1973 stillgelegt und 2009 in der ursprünglichen Lage angelegt errichtet wurde. Die vorletzte Erweiterung erfolgte 2015 durch Anlage eines Nordästchens mit Stumpfendstelle im Hauptbahnhof, welche mit der Stadtbahnlinie im Norden durchgebunden wurde, sodass jetzt aus allen teilen des Innenstadtnetzes auf Bahnen in den Küstenort fahren.
Die westliche Erweiterung in die Nähe der Universität ist inzwischen (2024) ebenfalls verwirklicht. Allerdings verläuft die Linie ganz auf der nach Takaoka führenden Nationalstraße 44, sodass die Endhaltestelle bei einer Sportanlage mit mehreren Stadien liegt, 300 m bis über 500 m von den Universitätsinstituten entfernt.

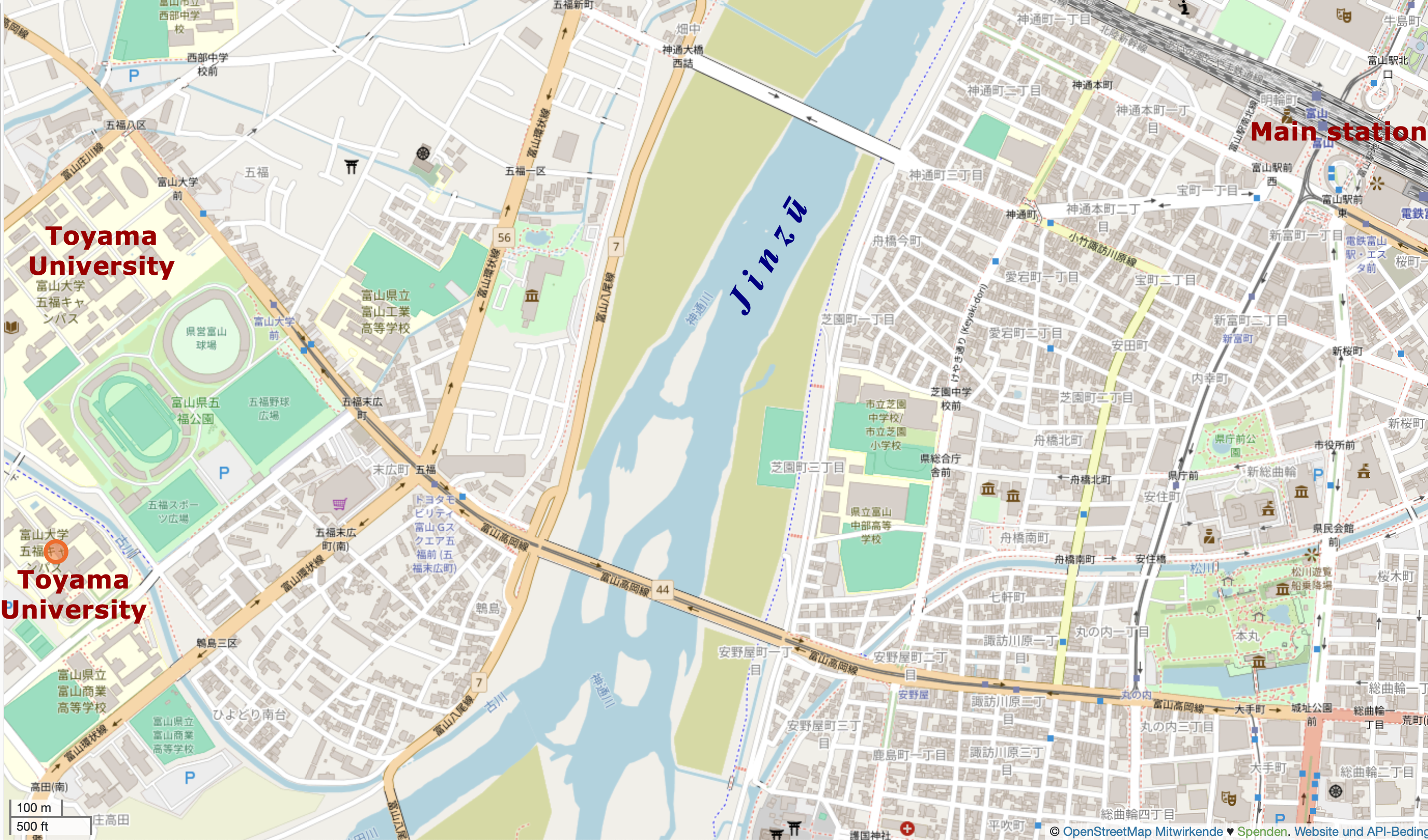
Westlicher Ast der Straßenbahn Tokoyama, links Teile der Universität, rechts oben Hauptbahnhof

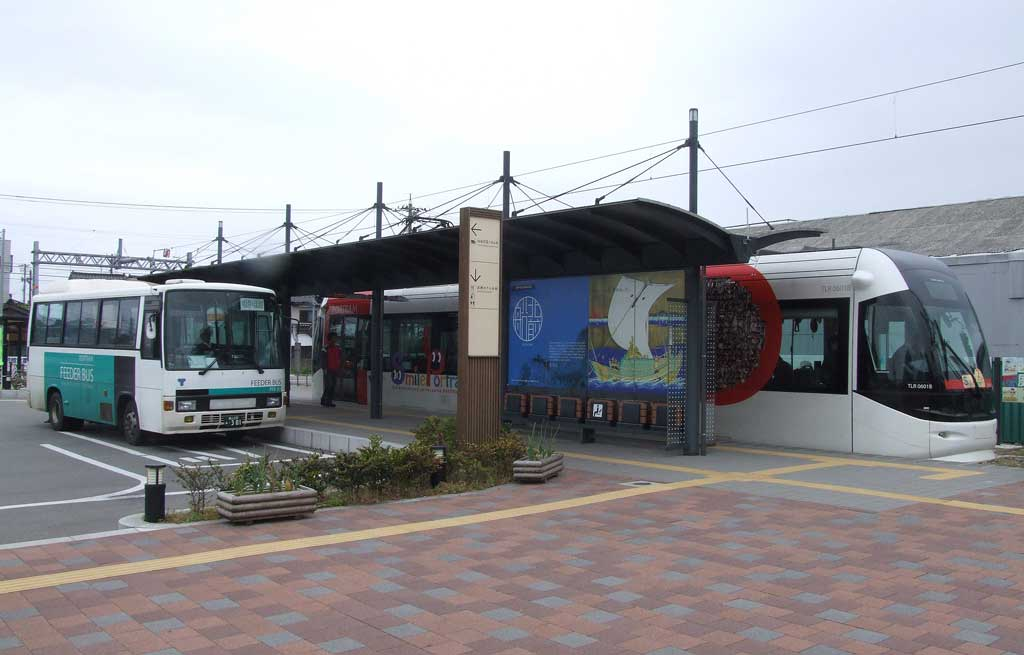
Tram und Bus an der Endhaltestelle Iwasehama

Außerdem existierten zwischen 1950 und 1961 bzw. 1967 durchgebundene Linien auf den Eisenbahnstrecken derselben Gesellschaft im Westen über den ehemaligen Bahnhof Shin-Toyama (新富山) nach Takaoka sowie im Süden nach Sasazu (笹津).
Am 21. März 2020 wurde am Bahnhof Toyama eine Verbindungsstrecke zur Toyamakō-Linie eröffnet, sodass seitdem durchgehende Fahrten möglich sind. Auch die Betreibergesellschaft der Stadtbahn wurde in diejenige der Straßenbahn eingegliedert. Ebenso wurde der Tarif vereinheitlicht.

## Fahrzeuge

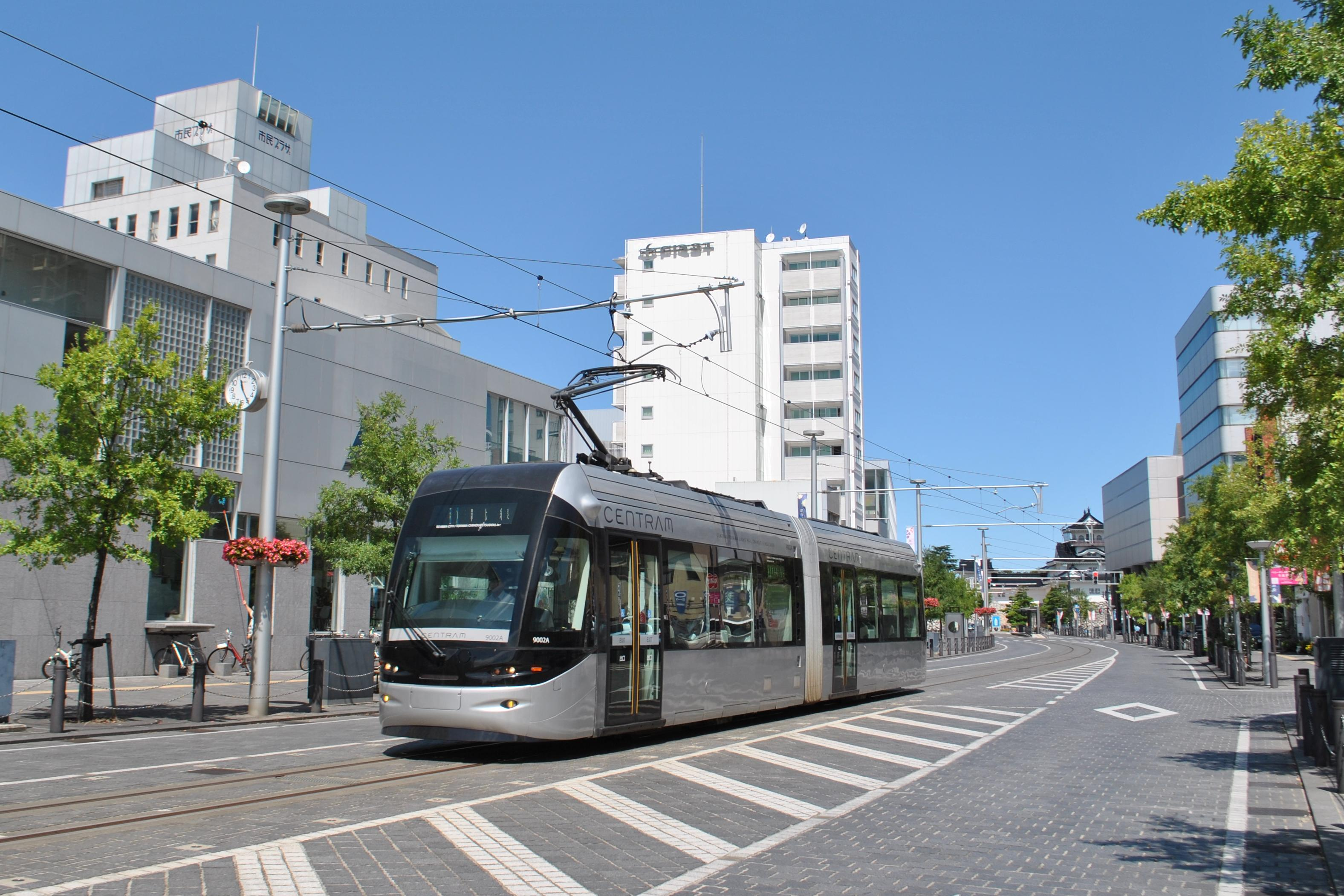
Wagen 9002 zwischen den Haltestellen Kokusaikaigijō-mae und Ōte-Mōru

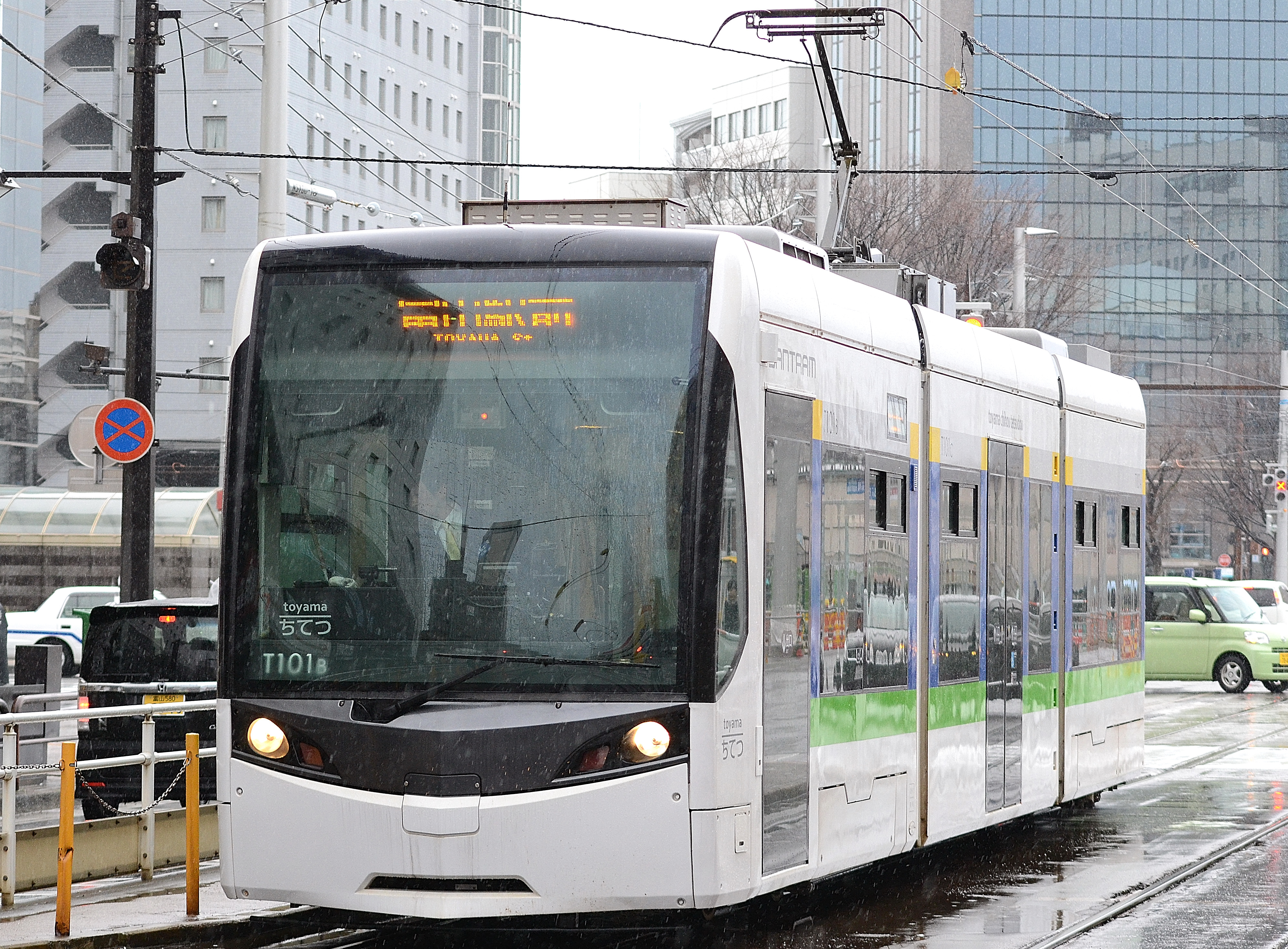
Neueste Niederflurgeneration des Typs T100 alias „SANTRAM“ (サントラム)

Der Fuhrpark umfasst 15 hochflurige Einzelwagen aus zwei Serien, die 1960 bis 1965 sowie 1993 von Nippon Sharyō gebaut wurden, sowie drei zweiteilige Niederflur-Gelenkwagen vom Typ GT4K-ZR und vier dreiteilige Niederflur-Gelenktriebwagen, welche seit 2009 speziell für die Ringlinie von Niigata-Transys und Alna-Sharyō beschafft wurden. Deren erste Serie entspricht den auf der Stadtbahnstrecke eingesetzten Fahrzeugen, welche mit der infrastrukturellen und betrieblichen Fusion nun ebenso zum Fuhrpark der Straßenbahn zählen, aber weiterhin die Stadtbahn-Farbgestaltung mit Portram-Schriftzügen tragen. Die Hochflurwagen kommen ausschließlich auf den Linien 1 und 2 zum Einsatz und sind im Betriebshof am Südbahnhof stationiert. Dort sind nur wenige Niederflurwagen beheimatet. Der zweite Betriebshof befindet sich an der Stadtbahnstrecke und dient seit der Fusion allen Niederflurserien.
| Nummern                | Anzahl               | Baujahre               | Bemerkung                                |
| ↓ 15 Hochflurwagen ↓   | ↓ 15 Hochflurwagen ↓ | ↓ 15 Hochflurwagen ↓   | ↓ 15 Hochflurwagen ↓                     |
| ---------------------- | -------------------- | ---------------------- | ---------------------------------------- |
| 7012, 7015–7023        | 10                   | 1960–1965              | Einsatz nur auf den Linien 1 und 2       |
| 8001–8005              | 5                    | 1993                   | Einsatz nur auf den Linien 1 und 2       |
| ↓ 15 Niederflurwagen ↓ |                      |                        |                                          |
| 9001–9003              | 3                    | 2009                   |                                          |
| T101–T104              | 4                    | 2010, 2013, 2015, 2017 | Fahrzeugtyp Ua der Little-Dancer-Familie |
| 0601–0608              | 8                    | 2006, 2019             | ursprünglich für die Stadtbahn beschafft |